# Turkmenistanski manat
Turkmenistanski manat, turkmenski: türkmen manat / түркмен манат, (ISO 4217: TMT) je valuta Turkmenistana. U lokalnom platnom prometu označava se simbolom m. Dijeli se na 100 tenga (tenesija).
Predstavljen je 1. studenog 1993. godine (ISO 4217: TMM), zamijenivši ruski rubalj u odnosu 500 rubalja za 1 manat. Sve novčanice imale se na prednjoj strani lik turkmenistanskog diktatora Saparmurata Nijazova. Od 1. siječnja 2009. u upotrebi je ova serija novčanica koja je zamijenila postojeće u omjeru 5000 starih manata za 1 novi.
Središnja banka Turkmenistana izdaje kovanice i novčanice u sljedećim apoenima:
- kovanice: 1, 2, 5, 10, 20, 50 tenesija
- novčanice: 1, 5, 10, 20, 50, 100, 500 manata

## Vanjske poveznice
- Izgled novčanica novog manata  Arhivirana inačica izvorne stranice od 28. kolovoza 2009. (Wayback Machine)